# 기슬리 외르든 가르다르손
기슬리 외르든 가르다르손(아이슬란드어: Gísli Örn Garðarsson, 1973년 12월 15일~)은 아이슬란드의 극작가, 저자, 배우, 작가, 영화 프로듀서, 무대 연출가, 각본가이다. 레이캬비크에서 태어났다.

## 출연 작품

### 텔레비전
- 베오울프 : 리턴 투 더 쉴드랜즈

### 영화
- 그레이브 하우스 (2016년)
- 스푹스 앤 스피릿 (2013년)
- 킹스 로드 (2010년)
- 페르시아의 왕자: 시간의 모래 (2010년) - 하산신 리더 역
- 결혼식 소동 (2008년)
- 페어런트 (2007년)
- 탄생 (2006년)
- 킹덤 오브 헤븐 2 (2005년)
- 사랑은 공중에 있다 (2004년)